# Maynard Dixon
Maynard Dixon, né le 24 janvier 1875 et mort le 13 novembre 1946, est un artiste américain ayant passé presque toute sa vie dans les États du sud-ouest américain (Californie, Nevada, Nouveau-Mexique, Utah) où il trouva tous les sujets de ses œuvres.
Avec Fernand Lungren, il est considéré comme un des meilleurs artistes ayant réussi à retranscrire l'atmosphère du sud-ouest américain de la fin du XIXe et du de la première moitié du XXe siècle.

## Biographie

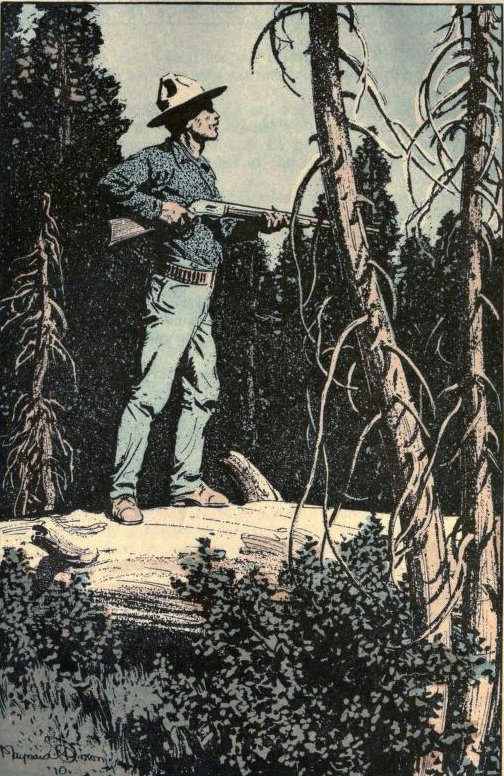
La Chanson du Winchester, illustration de Dixon pour un livre publié en 1910.

Né à Fresno, en Californie, en 1875, il se spécialise dans les thèmes de la vie de l'ouest américain vers la fin du XIXe siècle et le début du XXe siècle.
Son art montre alors les cow-boys, les Amérindiens et autres scènes typiques du sud-ouest américain. Plus tard, il évoluera dans les années 1930 vers des thèmes sociaux : les travailleurs miniers, les travailleurs migrants, les vagabonds et autres.

Il se marie en 1905 avec Lillian West Toby, dont il se sépare en 1917. 

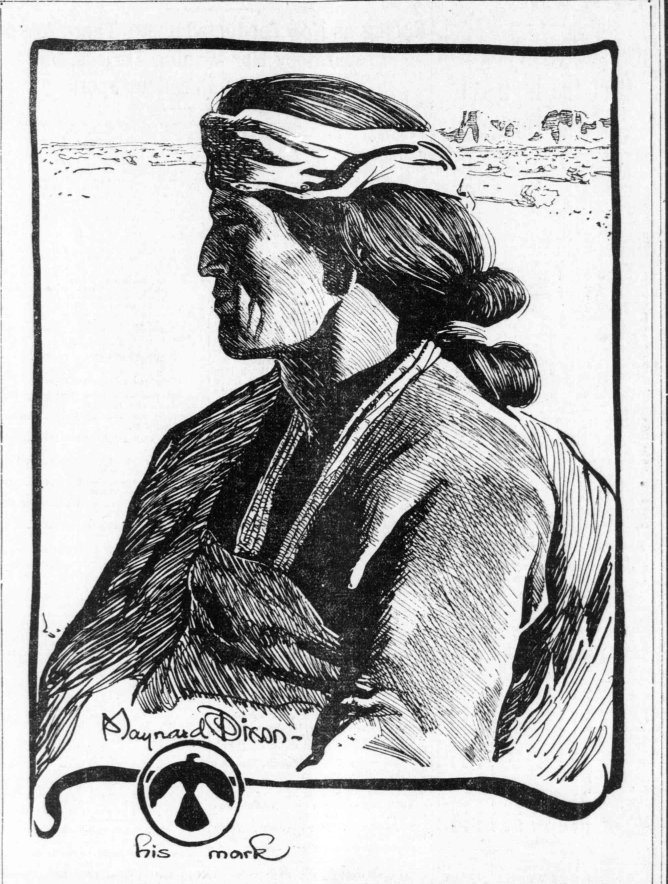
Illustration d'un Amérindien, 1904.

 Il épouse ensuite la photographe Dorothea Lange avec laquelle il vit de 1920 à octobre 1935, y compris un séjour professionnel de huit mois à Taos, au Nouveau-Mexique en 1931, avec leurs deux fils.
En 1935, il divorce à Carson City et laisse sa famille.
Vers les années 1930, dans le cadre de la Grande Dépression, et de la même façon que son épouse photographe Dorothea Lange, il se tourne vers les thèmes sociaux : camps miniers aux alentours de Las Vegas, travailleurs migrants, vagabonds et autres.
Au long de ces années, il développe progressivement un style bien particulier, pré moderniste, pour décrire l'atmosphère, les couleurs, la luminosité et les ombres des vastes paysages arides et lumineux des déserts et massifs montagneux du sud-ouest américain, y compris de leurs immenses cieux bleus et parfois orageux. Ce sont surtout ces tableaux qui font principalement aujourd'hui sa réputation.
Il retourne à San Francisco en 1937, où il épouse en troisièmes noces Edith Hamlin.
Atteint d'emphysème, il meurt à Tucson (Arizona) le 13 novembre 1946.

## Collections
L'Université Brigham Young de Provo (Utah) détient le plus grand nombre de tableaux de Maynard Dixon. D'autres musées d'États de l'ouest détiennent des tableaux de Maynard Dixon, et, d'autre part, un certain nombre de ses œuvres sont détenues par des personnes privées et visibles pour vente dans des galeries; ses tableaux ont plusieurs fois dépassé le million de dollars lors de ventes aux enchères.
Certaines galeries, comme la Medecine Man Gallery (San Fe et Tucson) ont Maynard Dixon parmi leurs principaux artistes,, et organisent périodiquement des expositions de certaines de ses œuvres.

## Expositions
- “Maynard Dixon: Searching for a Home”, Provo, Utah, Brigham Young University Museum of Art, Octobre 2022 – octobre 2023
- "Maynard Dixon's American West," Western Spirit: Scottsdale Museum of the West, Octobre 2019 – Juillet 2020
- "Along the Distant Mesa: An Homage to Maynard Dixon", Medicine Man Gallery, Tucson, Arizona, Mars–Avril 2019
- "Maynard Dixon’s New Mexico Centennial", El Museo Cultural – Objects of Art, Santa Fe, New Mexico. Août 2018
- "Maynard Dixon: The Paltenghi Collections". Nevada Museum of Art, Reno, Nevada. Janvier à juillet 2017
- "Maynard Dixon: Beyond the Clouds". Western Museum, Wickenburg, Arizona. Décembre 2016 – Mars 2017
- "Widening the Horizon: New Mexico Landscapes". Matthews Gallery, Santa Fe, New Mexico. Juin 13–30, 2015
- "Maynard Dixon – Masterpieces from Brigham Young University & Private Collections". Pacific Museum of California Art, Pasadena, California, Juin–Août 2007.
- "Maynard Dixon". University of Arizona, Tucson, Arizona. Janvier à avril 2005
- "Escape to Reality": The Western World of Maynard Dixon". Brigham Young University, Provo, Utah. Novembre 2000 – Novembre 2001
- "Maynard Dixon". University of California Berkeley Art Museum – MATRIX, Berkeley, California. 18 Decembre 1981 – 7 Mars, 1982
- "Maynard Dixon – Images of the Native American". California Academy of Sciences, San Francisco, California. Juin–Octobre 1981